# Вессель Фрейтаґ фон Лорінґгофен
Барон Вессель Фрейтаґ фон Лорінґгофен (нім. Wessel Freiherr Freytag von Loringhoven; 22 листопада 1899, Курляндська губернія, Російська імперія — 26 липня 1944, Східна Пруссія, Третій Рейх) — німецький офіцер, співробітник абверу, оберст Генштабу вермахту. Учасник Липневої змови.

## Біографія
Представник давнього балтійського роду. В 1918 році поступив на службу в Балтійський ландесвер. В 1922 році покинув Латвію і вступив у рейхсвер.
Спочатку Фрейтаґ фон Лорінґгофен був прихильником нацизму, однак після того, як побачив злочини нацистів на Східному фронті, приєднався до Опору. В 1943 році за сприянням Вільгельма Канаріса був переведений в ОКВ і призначений керівником 2-го відділу абверу, який відповідав за організацію диверсій і саботажу в тилу противника, а також керівництво дій полку / дивізії «Бранденбург 800». В червні 1944 року, після звільнення Канаріса, був переведений в Генштаб сухопутних військ керівником відділу. На цій посаді він зміг роздобути англійську вибухівку, якою Клаус фон Штауффенберг 20 липня 1944 року спробував підірвати Гітлера. Після провалу замаху працівники гестапо змогли встановити, що Фрейтаґ фон Лорінґгофен передав вибухівку Штауффенбергу. 26 липня 1944 року покінчив життя самогубством перед арештом, щоб не видати під тортурами імена інших учасників Опору.

## Нагороди
- Орден крові (№ 1 309; 9 листопада 1933)
- Медаль «За вислугу років у Вермахті» 4-го, 3-го і 2-го класу (18 років)
- Орден Хреста Свободи 2-го класу з мечами (Фінляндія) (26 жовтня 1941)